# Deutsche Cadre-71/2-Meisterschaft 2005/06

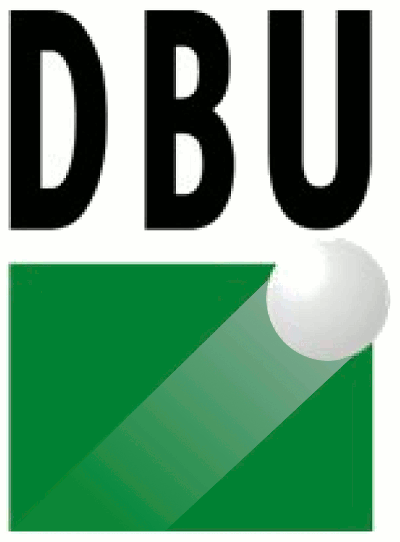
Verbandslogo: DBU

Die Deutsche Cadre-71/2-Meisterschaft 2005/06 ist eine Billard-Turnierserie und fand vom 8. bis zum 9. November 2005 in Bad Wildungen zum 56. Mal statt.

## Geschichte
Die Endtabelle stammt aus der österreichischen Billardzeitung Billard und der Enzyklopädie des Billardsports. Detaillierte Turnierinformationen sind nicht bekannt.

## Modus
Gespielt wurden zwei Vorrundengruppen bis 150 Punkte. Die beiden Gruppenbesten spielten dann im K.-o.-System den Sieger aus. Platz drei wurde nicht mehr ausgespielt.
Die Endplatzierung ergab sich aus folgenden Kriterien:
1. Matchpunkte
2. Generaldurchschnitt (GD)
3. Bester Einzeldurchschnitt (BED)
4. Höchstserie (HS)

## Abschlusstabelle
| Klassement                 | Klassement | Klassement         | Klassement | Klassement | Klassement | Klassement | Klassement | Klassement | Klassement |
| Phase                      | Platz      | Name               | MP         | GD         | BED        | HS         |            |            |            |
| -------------------------- | ---------- | ------------------ | ---------- | ---------- | ---------- | ---------- | ---------- | ---------- | ---------- |
| Finale                     | 1          | Thomas Nockemann   | 10:0       | 22,72      | 50,00      | 110        |            |            |            |
| Finale                     | 2          | Sven Daske         | 8:2        | 19,73      | 37,50      | 131        |            |            |            |
| Halb- finale               | 3          | Markus Melerski    | 4:4        | 11,65      | 13,63      | 47         |            |            |            |
| Halb- finale               | 3          | Torsten Lechelt    | 4:4        | 10,60      | 16,66      | 58         |            |            |            |
| Gruppen- phase             | 5          | Carsten Lässig     | 2:4        | 17,47      | 30,00      | 111        |            |            |            |
| Gruppen- phase             | 6          | Dieter Steinberger | 2:4        | 8,27       | 9,53       | 63         |            |            |            |
| Gruppen- phase             | 7          | Frank Müller       | 0:6        | 10,04      | –          | 39         |            |            |            |
| Gruppen- phase             | 8          | Arnd Riedel        | 0:6        | 6,61       | –          | 31         |            |            |            |
| Turnierdurchschnitt: 13,25 |            |                    |            |            |            |            |            |            |            |